# Rhinsmühlen
Rhinsmühlen ist ein Gemeindeteil der Gemeinde Kotzen im brandenburgischen Landkreis Havelland.

## Lage
Der Gemeindeteil liegt nordwestlich des Gemeindezentrums. Dort führt die Bundesstraße 188 von Südwesten kommend in nordöstlicher Richtung durch die Gemarkung. Von ihr zweigt die Kreisstraße 6315 in südöstlicher Richtung nach Rhinsmühlen ab. Die Siedlung entstand vermutlich auf dem südlichen Teil der wüsten Feldmark Alt Lochow: Die Dorfstelle Alt Lochow lag zwischen dem Trintsee und Möhr und wurde im 18. Jahrhundert Kotzensche Heide genannt. Ihre Bezeichnung änderte sich im 19. und 20. Jahrhundert auf Rhinsmühler Heide.

## Geschichte
Im Jahr 1571 wurde die Reinßmolle als „Mühle zum von Stechowschen Gut Kotzen gehörig“ erstmals urkundlich zusammen mit dem Dorf Kotzen erwähnt. Zu dieser Zeit besaßen zwei Hufner aus Kotzen das Recht zur Fischerei auf dem Rhin und den Reinsmollen. Diese wurden 1598 erneut, dieses Mal als Reinischen Mühlen, erwähnt. Im Jahr 1702 erschien erstmals ein Pachtschäfer; 1714 ein Vorwerk, das zum Rittersitz derer von Stechow gehörte. Vorwerk und Schäferei wurden 1745 erneut dokumentiert. Im Jahr 1772 lebten dort drei Kossäten oder Büdner mit 23 Personen. Im Folgejahr wurde die Siedlung als Rheinsmühle bezeichnet.
Im Jahr 1800 lebten im Vorwerk zwei Einlieger die vier Lehnhufen bewirtschafteten und zwei Feuerstellen (=Haushalte) betrieben; in Summe 26 Personen. Es gab im Jahr 1840 insgesamt 3 Wohnhäuser; 1860 waren es drei Wohn- und sieben Wirtschaftsgebäude. Die Anzahl der Personen stieg von 41 Personen im Jahr 1817, blieb 1840 konstant und sank bis 1858 auf 40 Personen. Im Jahr 1928 kam Rhinsmühlen zur Gemeinde Kotzen und wurde dort 1957 ein Ortsteil. In der Zeit der DDR gab es im Dorf ein VEG mit 202 Beschäftigten, die 1339 ha Fläche bewirtschafteten.